# در یک شب اتفاق افتاد
یک شب اتفاق افتاد (به انگلیسی: It Happened One Night) فیلمی است رمانتیک ساختهٔ فرانک کاپرا در سال ۱۹۳۴.

## معرفی فیلم
دختر شاد و ملوس خاندان «اندروز» به نام «الی» علی‌رغم مخالفت پدر قصد دارد با شاهزاده «وستلی» که مرد جدی و خشکی است ازدواج کند و برای این منظور مجبور به فرار از دست پدر می‌شود، از آنجایی که پدر «الی» شخص ثروتمند و معروفی است این خبر توسط رسانه‌ها داغ می‌شود.
پیتر وارن خبرنگار تازه اخراج شدهٔ روزنامه او را در حین فرار دیده و تصمیم می‌گیرد از این اتفاق یک مقالهٔ اختصاصی برای اثبات توانایی‌های خود تهیه کند.
در این فیلم به دیوار اریحا اشاره می‌شود که در کتاب مقدس به داستان یوشع نبی و تسلط بنی اسرائیل بر کنعان اشاره دارد، در این داستان بنی اسرائیل پس از نبرد هفت روزهٔ اریحا با نواختن شیپوری دیوارهای اریحا را تخریب کرده و شهر را تصاحب می‌کنند.

## جوایز
این فیلم در سال ۱۹۳۴ اولین فیلمی لقب می‌گیرد که پنج جایزهٔ اصلی اسکار (بهترین فیلم، بهترین کارگردانی، بهترین نویسنده، بهترین بازیگر نقش اول مرد و زن) را به خود اختصاص می‌دهد.
این فیلم همچنین در سالهای ۱۹۹۳ و ۲۰۱۳ نیز جوایزی را دریافت می‌کند.

## شرح فیلم

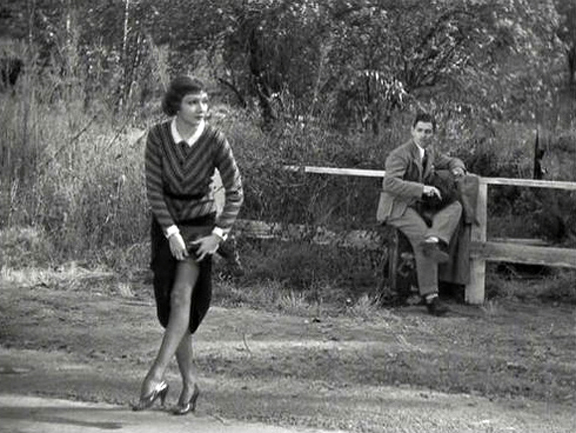
کلودت کولبرت در فیلم در یک شب اتفاق افتاد

پیتر وارن خبرنگار صاف و ساده‌ای است که با هدف اثبات توانایی‌اش به مدیر نشریه‌ای که او را اخراج کرده دختر فراری مرد ثروتمند شهر را تعقیب می‌کند تا گزارش اختصاصی خود را در موردش بنویسد.
«الی اندروز» دختر پرانرژی و کم تجربه‌ای است که در مواجهه با دنیای فرار خود بسیار بی‌دفاع به نظر می‌رسد.
پیتر در ابتدا مخفیانه به تعقیب او می‌پردازد و سعی می‌کند از او حمایت کند ولی هنگامیکه به دلیل تمام شدن پولشان مجبور می‌شوند شب در یک اتاق بخوابند حقیقت را فاش می‌کند و به الی قول می‌دهد که او را پیش شاهزاده وستلی در نیویورک برساند.
پیتر بسیار شریف و باوجدان است و در هنگام خواب بین خودش و الی دیوارهایی از پتو می‌کشد که آن را دیوارهای اریحا می‌نامد.
کم‌کم علاقه‌ای بین پیتر و الی شکل می‌گیرد.
پدر الی که بسیار نگران است طبق یک آگهی روزنامه جایزه هنگفتی برای یافتن الی قرار می‌دهد، پیتر که می‌خواهد الی را از دست جایزه بگیرها برهاند او را از جاده اصلی نیویورک خارج نموده و به بی‌راهه می‌زند، کم‌کم پول آن‌ها تمام شده و آن‌ها گرسنه می‌مانند ولی در کنار یکدیگر شاد و خوشحال به نظر می‌رسند.
الی با شنیدن روش خاص زندگی پیتر رؤیای خود را نه در ثروت شاهزاده وستلی بلکه در هیجان زندگی با پیتر می‌بیند اما پیتر به دلیل اختلاف طبقاتی و عدم امکان تأمین مالی او را از خود دور می‌کند.
شب الی در خواب است که پیتر با نقشه‌ای او را ترک می‌کند، او تصمیم می‌گیرد داستان فرار الی را به ازدواج خودش با او و ناکامی شاهزاده وستلی پیوند زده و این مقاله را پیشاپیش به روزنامه بفروشد تا پول لازم برای کسب جسارت خواستگاری از الی به دست آورد.
پیتر مجبور است تا صبح برای تایپ مقاله زمان بگذارد تا پول را از روزنامه دریافت کند، در این میان دخترک که از تنهایی خود ترسیده و از بازگشت پیتر ناامید است با کینگ وستلی تماس گرفته و او هم خیلی زود برایش یک مراسم مجلل ازدواج فراهم می‌کند.
روز ازدواج الی خوشحال نیست، پدر متوجه می‌شود و پس از تحقیقات متوجه می‌شود که پیتر گزینه بسیار مناسبی برای ازدواج با دخترش است، اما یک سوءتفاهم الی را از پیتر متنفر می‌کند.
پدر آخرین تلاشها را در هنگام همراهی او تا محراب عقد انجام می‌دهد و نهایتاً دختر را راضی می‌کند تا عروسی را رها کرده و بگریزد.
در سکانس ماقبل آخر پدر الی خوشحال و سرمست چک هنگفتی به کینگ وستلی برای جبران خساراتش داده و دستور ازدواج پیتر و الی را صادر می‌کند.
در سکانس آخر الی و پیتر در مهمانخانه‌ای محقر نظیر آنچه در طول فرار خود در آن اقامت داشتند رفته و با نواختن یک ساکسفون به معنی بوق پایان نبرد اریحا برای اولین بار دیوار اریحا را فرو می‌ریزند.